# تعليم ثالثي

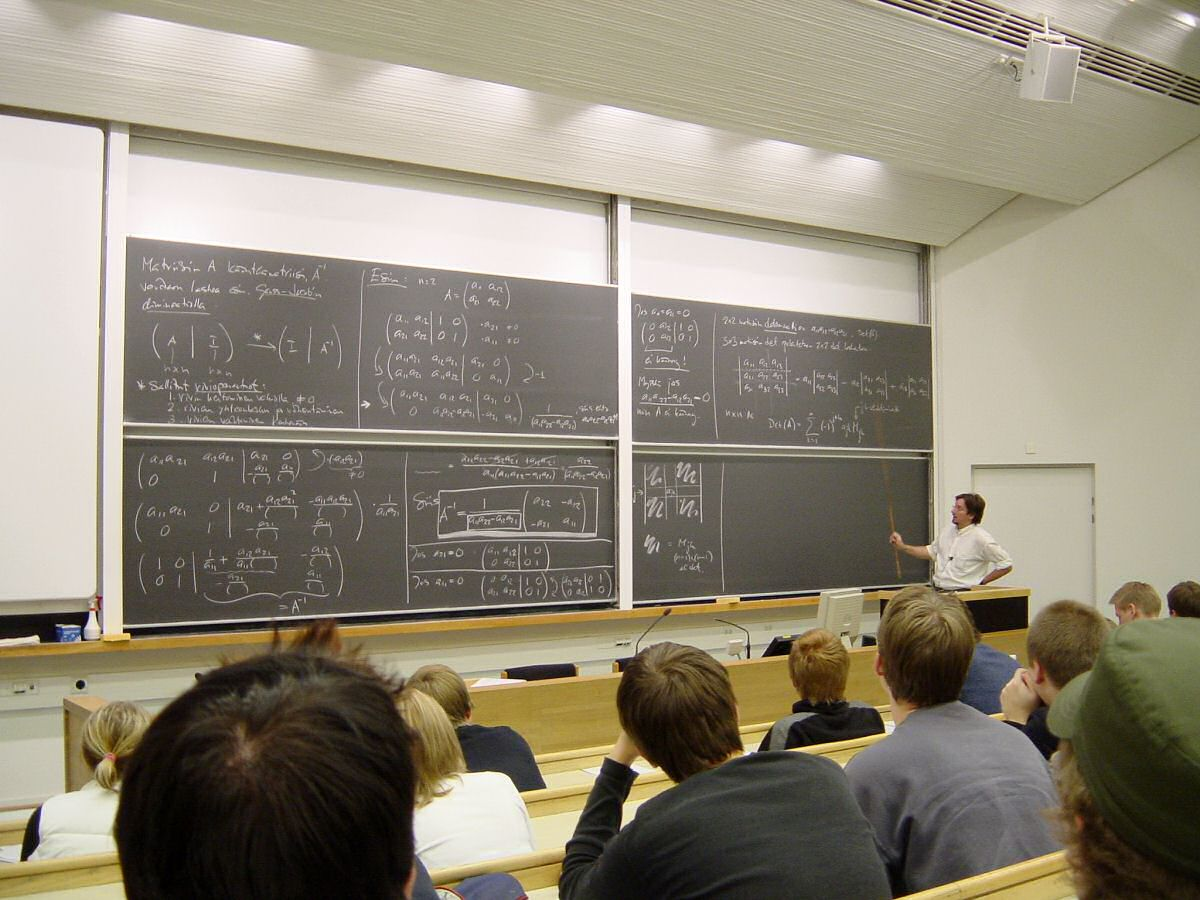
طلاب في محاضرة في إحدى مؤسسات التعليم العالي.

التعليم الثالثي، أو مرحلة التعليم الثالث، هو مصطلح متداول في الغرب وبخاصة أوروبا وشمالي أميركا، يشير إلى مجموع مراحل قطاعات التعليم التي تلي المرحلة الثانوية والتي تشمل التعليم الجامعي والمعاهد التقنية وكليات التميز التي تصدر شهادات مهنية أو فنية أو خبراتية. يعتمد المصدر من قبل البنك الدولي وبعض الهيئات الأممية.

## التسمية
المصطلح هو ترجمة للمصطلح الإنكليزي "Tertiary Education" والذي استعمل لأول مرة في المملكة المتحدة ليصف برامج التعليم والتدريب والتي تلي المرحلة الثانوية. والمصطلح العربي هو حديث إذ أن الترجمة العربية المعتمدة من قبل المترجمين وبخاصة الترجمة الألية هي «التعليم العالي» وهذه ترجمة خاطئة إذ أن هذا المصطلح الأخير يدل في كل الكتابات العربية يشير إلى التعليم الجامعي وهو مرادف للمصطلح "Higher Education" والذي يدل على التعليم الجامعي فقط (أي البكالوريوس والماجستير والدكتوراه) ولا يشمل الشهادات الأكاديمية الأخرى.
وبحسب التسميات العربية إذ يستعمل "ابتدائي" أو إعدادي" للدلالة للمرحلة التعليمية الأولى وبـ"الثانوي" للدلالة للمرحلة التعليمية الثانية، يمكن استعمال كلمة "الثالثي" للإشارة للمرحلة الثالثة. عليه، يمكن ترجمة المصطلح إلى "التعليم الثالثي".

## التعريف والهدف
بحسب البنك العالمي، فإن هدف استعمال مصطلح التعليم الثالثي هو للدلالة على جميع النشاطات التربوية والتدريبية والتعليمية المتوفرة بعد المرحلة الدراسية والتي تهدف لـ«اشاعة المعرفة بأوسع شكل ومشاركة الازدهار مع الجميع والتطور المستمر للجميع».
يشمل التعليم الثالثي المعاهد والكليات التي تصدر الشهادات الأكاديمية دون درجة البكالوريوس، مثل مراكز التميز والكليات التقنية والمهنية والتي تكون فترة دراستها بالعادة أقل من سنتين، ومعاهد التدريب التخصصي والشهادات الإخصائية في المجالات الطبية والتقنية والإدارية والفنية. كما تشمل الدراسة الجامعية التي تصدر شهادات الدراسات العليا مثل البكالوريوس والماجستير والدكتوراه وشهادات الدراسيات العليا.

## في المملكة المتحدة
في حقبة السبعينيات من القرن العشرين، أنشأت الحكومة كليات سميت بالكليات الثالثية التي تقدم دورات وبرامج تعليم «المستوى أي» (A Level) والتي تتيح المجال لطلاب الثانوية في الانتقال إلى الدراسة الجامعية خلال تعلمهم في المدرسة الثانوية إلى جانب دورات التدريب المهني. ومع الوقت، أصبح «التعليم الثالثي» يشمل ما يعرف بالتعليم الإضافي (Further Education) والتعليم العالي (Higher Education).

## في العالم العربي

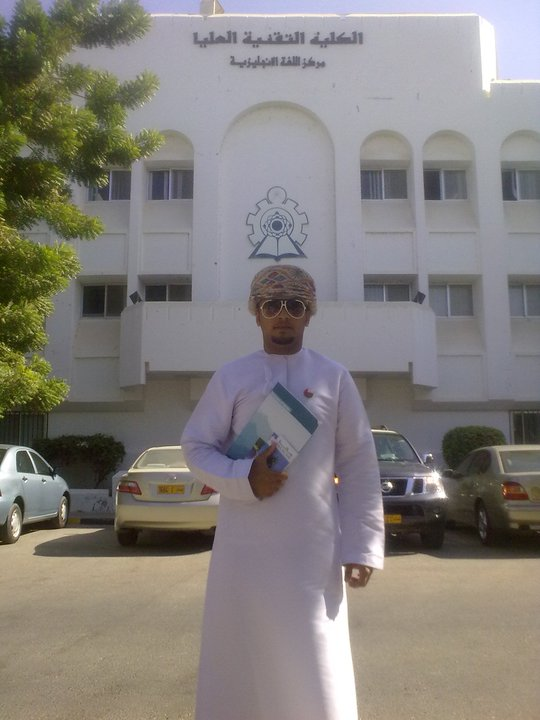
طالب من طلاب كلية التقنية العليا أمام مبنى للكلية في مسقط، سلطنة عمان.

لم يعتمد النظام العربي النظام الثالث إذ اعتبروا أن المعاهد المهنية هي جزء من النظام الثانوي. وتعتبر الإمارات العربية المتحدة أول دولة عربية أدخلت نظام الكليات التقنية عام 1988 بافتتاح أربع كليات في مدينتي أبوظبي والعين بمسمى كليات التقنية العليا وتمنح شهادات الدبلوم التطبيقي."من نحن؟". كليات التقنية العليا. مؤرشف من الأصل في 2019-05-17. اطلع عليه بتاريخ 2017-01-15. ولم يحدد لفترة طويلة إن كانت هذه الكليات تتبع النظام الثانوي أو النظام الجامعي حتى عام 1995 عندما اعتبر خريج الكليات يوازي خريج البكالوريوس من ناحية الراتب. وفي عام 2001، أنشأت وزارة التعليم العالي التي ضمت كليات التقنية تحت مظلتها مما أعطاها مركزا يوازي المرحلة الثالثية من دون اعتماد التسمية. وبعد نجاخ هذه التجربة، ازدهرت كليات التقنية وكليات التميز في باقي دول الخليج العربي.

## للإستزادة
- قائمة البلدان حسب التعليم العالي تحقيق
- التعليم حسب البلد
- قائمة الجامعات والكليات حسب البلد

### الاستشهادات
1. ↑  "Tertiary Education Home (الصفة الأساسية للتعليم الثالثي)". www.worldbank.org. مؤرشف من الأصل في 2019-05-14. اطلع عليه بتاريخ 2017-01-15.

## وصلات خارجية
- التعليم العالي إحصاءات اليونسكو
- ماجستير في التعليم العالي وإدارة LH مارتن معهد التعليم العالي في القيادة والإدارة، جامعة ملبورن نسخة محفوظة 7 يناير 2017 على موقع واي باك مشين.
- نوعية البحوث الدولية - (المصطلحات)